# Военно-воздушные силы Нигерии
Военно-воздушные силы Нигерии (англ. Nigerian Air Force, йоруба Ajagun Ojúòfurufú Nàìjíríà) — один из видов вооружённых сил Федеративной Республики Нигерия.

## История
Потребность в создании собственных военно-воздушных сил возникла у нигерийского руководства в 1962 году. Вооружённые силы Нигерии участвовали в международных операциях за пределами страны: в 1960 году — в операции ООН в Конго и в 1964 году — в подавлении восстания военных в Танганьике (сегодняшняя Танзания). Необходимость переброски в зону конфликта войск и грузов по воздуху поначалу вынудила нигерийских военных полагаться на гражданские воздушные суда или на иностранные ВВС. Однако вскоре нигерийское правительство убедилось в необходимости создания собственных военно-воздушных сил и обратилось к ряду стран с просьбой об оказании помощи в подготовке нигерийских пилотов и создании собственных полноценных военно-воздушных сил.
18 апреля 1964 года нигерийский парламент принял Закон о ВВС 1964, тем самым положив начало новому виду вооружённых сил Нигерии.
Переговоры о возможности обучения нигерийских курсантов лётному делу, были проведены с представителями Канады, Федеративной Республики Германии, Индии и Эфиопии. Эфиопия была первой страной давшей положительный ответ. 11 июня 1962 года император Эфиопии Хайле Селассие I одобрил выделение субсидий для обучения в Эфиопии 10 нигерийских курсантов. Вслед за этим, в феврале 1963 года, 16 курсантов были отправлены для обучения в Канаду, а ещё 6 — в Индию. Однако, наиболее деятельное участие в создании будущих нигерийских ВВС приняла Германия. В результате заключения договора с ФРГ, в Нигерии начала работать Группа содействия ВВС Германии (англ. German Air Force Assistance Group (GAFAG)). 2 августа 1963 года, сразу 84 нигерийских курсанта были направлены для обучения в Германию, где приступили к обучению лётному делу и прочим авиационным специальностям.

В 1967 году попытка ибо самоопределиться с созданием собственного государства — Республики Биафра — привела к столкновению с федеральным центром и началу боевых действий против повстанцев. В официальной историографии эта война известна как «гражданская война в Нигерии». К началу боевых действий нигерийские ВВС, существовавшие всего третий год, не успели до конца окрепнуть. Первоначально перед ними была поставлена задача по обеспечению воздушного сообщения. Однако, появление у повстанцев бомбардировщиков B-26 и вертолётов, вынудило ВВС Нигерии пересмотреть свою тактику. В СССР в спешном порядке были закуплены истребители МиГ-15 и МиГ-17 и через Египет доставлены в Нигерию. Также было приобретено несколько военно-транспортных самолётов. Нигерийские самолёты стали использоваться для воздушной штурмовки и нанесению ударов по позициям повстанцев и гражданским целям. Период войны с Биафрой 1967—1970 характеризуется быстрыми темпами роста и увеличения численности нигерийских ВВС.
После победы в войне нигерийские ВВС были реорганизованы, исходя из полученного боевого опыта. Было создано учебное командование ВВС Нигерии и образовано учебное авиакрыло, оснащённое самолётами L-29 чехословацкого производства. В период 1970—1980 основной задачей было создание полноценных, боеспособных военно-воздушных сил, оснащённых современным вооружением и военной техникой. При реформировании структуры нигерийских ВВС за образец были взяты королевские ВВС Великобритании и ВВС США.
Период 1980—1990 характеризуется участием Нигерии в глобальных событиях и строительством современных военно-воздушных сил, способных защищать и укреплять позиции Нигерии на региональном и международном уровнях. В частности, национальные вооружённые силы приняли участие в нескольких успешных международных операциях по поддержанию мира и внутренних инициативах в области национальной безопасности, в результате чего позиции Нигерии усилились на международном уровне, особенно в Африканском регионе. Активизировались и закупки авиатехники. Авиапарк нигерийских ВВС в этот период пополнился англо-французские Jaguar, советские МиГ-21, франко-германские Alpha Jet, итальянские Aermacchi MB-339A, чехословацкие L-29, французские Super Puma. Этот период может быть назван «золотым веком нигерийской авиации», так как в этот период ВВС Нигерии находились на самом высоком уровне профессионального развития.
Период 1990—2000 годов характеризовался упадком боеготовности ВВС Нигерии. Операционная активность сократилась до беспрецедентно низкого уровня. К концу этого периода, вследствие многих лет забвения и недостаточного финансирования, игнорирование нужд военной авиации не только вызвало деградацию её оперативной готовности, но и практически привело к распаду её инфраструктуры. Этому способствовало сочетание ряда негативных факторов, таких как политизация многих нигерийских военных, вследствие прямого их участия в управлении государством, а также неэффективное руководство. Этот период совпал с периодом национального экономического спада и различных международные санкций против Нигерии.
В 2011 году Блессинг Лайман стала первой в истории нигерийской женщиной-военным пилотом.

## Организационная структура
Организационно ВВС Нигерии состоят из главного штаба, пяти отделов при штабе, трёх операционных командований и четырёх частей прямого подчинения:
Главный штаб ВВС Нигерии
- Отдел стратегии и планирования[8]
- Операционный отдел[9]
- Отдел материально-технического обеспечения[10]
- Административный отдел[11]
- Инспекционный отдел[12]

Операционные командования
- Тактическое воздушное командование[14]
- Учебное командование[15]
- Командование материально-технического обеспечения[16]

Части прямого подчинения
- Кадровая группа
- Финансово-учётная группа
- Президентский авиаотряд
- Национальный корпус противовоздушной обороны

## Пункты базирования
- Авиабаза Кано;
- Авиабаза Макурди;
- Авиабаза Майдугури;
- Авиабаза Лагос;
- Авиабаза Кадуна.

## Боевой состав
| Обозначение формирования или части         | Вооружение и оснащение                                                                    | Место расположения |
| ------------------------------------------ | ----------------------------------------------------------------------------------------- | ------------------ |
| Истребительная эскадрилья ПВО              | МиГ-21МФ; МиГ-21ФР                                                                        | Кано               |
| N-я тактическая истребительная эскадрилья  | Alpha Jet E                                                                               | Макурди            |
| NN-я тактическая истребительная эскадрилья | Alpha Jet E                                                                               | Майдугури          |
| N-я учебно-боевая эскадрилья               | Aermacchi MB.339AN; Aero L-39MS.                                                          | Макурди            |
| NN-я учебно-боевая эскадрилья              | Aermacchi MB.339AN; Aero L-39MS.                                                          | Макурди            |
| N-я транспортная эскадрилья                | Lockheed С-130Н; Lockheed C-130Н-30; Boeing 737-700BBJ; Gulfstream V; Cessna Citation II. | Лагос              |
| NN-я транспортная эскадрилья               | Lockheed С-130Н; Lockheed C-130Н-30; Boeing 737-700BBJ; Gulfstream V; Cessna Citation II. | Лагос              |
| Эскадрилья связи                           | Dornier Do 128-6; Dornier Do 228—201; Dornier Do 228—212.                                 | Лагос              |
| Вертолётная эскадрилья                     | AgustaWestland AW139; Eurocopter AS332; Ми-171Ш; Ми-34; Ми-35.                            | Лагос              |
| Учебная эскадрилья                         | DANA Air Beetle.                                                                          | Кадуна             |

## Техника и вооружение
Данные о технике и вооружении ВВС Нигерии взяты со страницы журнала Aviation Week & Space Technology.
| Тип                                   | Производство          | Назначение                                | Количество     | Изображение    | Примечания                                                                   |                |
| Боевая авиация                        | Боевая авиация        | Боевая авиация                            | Боевая авиация | Боевая авиация | Боевая авиация                                                               | Боевая авиация |
| ------------------------------------- | --------------------- | ----------------------------------------- | -------------- | -------------- | ---------------------------------------------------------------------------- | -------------- |
| Aermacchi MB.339AN                    | Италия                | учебно-боевой                             | 12             |                |                                                                              |                |
| JF-17 Thunder                         | Китай/ Пакистан       | многоцелевой истребитель                  | 3              |                | 40 по заказу                                                                 |                |
| Chengdu J-7                           | Китай                 | многоцелевой истребитель                  | 14             |                |                                                                              |                |
| Dassault-Breguet/Dornier Alphajet E   | Франция Германия      | учебно-боевой                             | 14             |                |                                                                              |                |
| Aero Vodochody L-39MS                 | Чехословакия          | учебно-боевой                             | 21             |                |                                                                              |                |
| Военно-транспортный                   |                       |                                           |                |                |                                                                              |                |
| Boeing 737-700BBJ                     | США                   | административный самолёт                  | 1              |                |                                                                              |                |
| ATR 42                                | / ATR                 | морской патруль                           | 2              |                |                                                                              |                |
| Cessna Citation II                    | США                   | административный самолёт                  | 1              |                |                                                                              |                |
| DANA Air Beetle                       | Нигерия               | учебно-тренировочный                      | 40             |                | американский самолёт Van’s Aircraft RV-6A по лицензии производился в Нигерии |                |
| Dornier Do 128-6                      | Германия              | общего назначения                         | 8              |                |                                                                              |                |
| Dornier Do 228—201 Dornier Do 228—212 | Германия              | общего назначения общего назначения       | 2 3            |                |                                                                              |                |
| Gulfstream V                          | США                   | административный самолёт                  | 1              |                |                                                                              |                |
| Lockheed C-130H Lockheed C-130H-30    | США                   | транспортный самолёт транспортный самолёт | 7              |                |                                                                              |                |
| Alenia G. 222                         | Италия                | транспортный самолёт                      | 5              |                |                                                                              |                |
|                                       |                       |                                           |                |                |                                                                              |                |
| Вертолёты                             |                       |                                           |                |                |                                                                              |                |
| Aérospatiale AS.332 Super Puma        | Франция               | многоцелевой вертолёт                     | 2              |                | Отремонтированы в 2012.(1988 года постройки)                                 |                |
| Ми-24                                 | СССР                  | боевой вертолёт                           | 11             |                |                                                                              |                |
| AgustaWestland AW139                  | Италия Великобритания | транспортный вертолёт                     | 21             |                |                                                                              |                |
| Bell 412                              | США                   | многоцелевой                              | 2              |                |                                                                              |                |
| Eurocopter AS332                      | Франция Германия      | транспортный вертолёт                     | 4              |                |                                                                              |                |
| Eurocopter EC135                      | Франция Германия      | транспортный вертолёт                     | 3              |                |                                                                              |                |
| Ми-171Ш                               | Россия                | многоцелевой вертолёт                     | 5              |                | Еще 6 заказаны в 2013                                                        |                |
| Ми-34                                 | Россия                | многоцелевой вертолёт                     | 8              |                |                                                                              |                |
| Ми-35                                 | СССР                  | транспортно-боевой вертолёт               | 5              |                | Еще 3 заказаны в 2013.                                                       |                |
| БПЛА:                                 |                       |                                           |                |                |                                                                              |                |
| CAIG                                  | Китай                 | Ударный разведывательно-тактический БПЛА  | 2              |                |                                                                              |                |
| CASC                                  | Китай                 | Ударный разведывательно-тактический БПЛА  | 4              |                | 2 по заказу                                                                  |                |
| Rainbow CH-3                          | Китай                 | Ударный разведывательно-тактический БПЛА  | 8              |                | 5 по заказу                                                                  |                |
| Flash-20                              | ОАЭ                   | Ударный разведывательно-тактический БПЛА  | нет данных     |                |                                                                              |                |
| RQ-11                                 | США                   | Ударный разведывательно-тактический БПЛА  | нет данных     |                |                                                                              |                |
| PD-1                                  | Украина               | БПЛА                                      | нет данных     |                | Доставка осуществится в ближайшее время                                      |                |

## Опознавательные знаки
- Опознавательный знак ВВС Нигерии
- Знак на киль
- Флаг

## Знаки различия

### Генералы и офицеры
| Категории               | Генералы          | Генералы          | Генералы         | Генералы      | Старшие офицеры | Старшие офицеры | Старшие офицеры | Младшие офицеры   | Младшие офицеры | Младшие офицеры   |
| ----------------------- | ----------------- | ----------------- | ---------------- | ------------- | --------------- | --------------- | --------------- | ----------------- | --------------- | ----------------- |
|                         | 30px              | 30px              | 30px             | 30px          | 30px            | 30px            | 30px            | 30px              | 30px            | 30px              |
| Английское звание       | Air Chief Marshal | Air Marshal       | Air Vice Marshal | Air Commodore | Group Captain   | Wing Commander  | Squadron Leader | Flight Lieutenant | Flying Officer  | Pilot Officer     |
| Российское соответствие | Генерал-полковник | Генерал-лейтенант | Генерал-майор    | нет           | Полковник       | Подполковник    | Майор           | Капитан           | Лейтенант       | Младший лейтенант |

### Сержанты и солдаты
| Категории               | Подофицеры          | Подофицеры             | Подофицеры      | Сержанты и старшины | Сержанты и старшины | Сержанты и старшины | Солдаты        | Солдаты     |
| ----------------------- | ------------------- | ---------------------- | --------------- | ------------------- | ------------------- | ------------------- | -------------- | ----------- |
|                         | 30px                | 30px                   | 30px            | 30px                | 30px                | 30px                | 30px           | 30px        |
| Английское звание       | Air Warrant Officer | Master Warrant Officer | Warrant Officer | Flight Sergeant     | Sergeant            | Corporal            | Lance Corporal | Aircraftman |
| Российское соответствие | Старший прапорщик   | Прапорщик              | Старшина        | Старший сержант     | Сержант             | Младший сержант     | Ефрейтор       | Рядовой     |

### Техника, снятая с вооружения
| Тип                                 | Производство                                  | Назначение                                     | Закуплено             | Снят с вооружения     | Примечания |
| ----------------------------------- | --------------------------------------------- | ---------------------------------------------- | --------------------- | --------------------- | ---------- |
| МиГ-15                              | СССР                                          | истребитель                                    | нет данных            | нет данных            |            |
| МиГ-17                              | СССР                                          | истребитель                                    | нет данных            | нет данных            |            |
| Aero Vodochody L-29 Delfin          | Чехословакия                                  | учебно-боевой                                  | нет данных            | нет данных            |            |
| Ил-28                               | СССР                                          | бомбардировщик                                 | нет данных            | нет данных            |            |
| SEPECAT Jaguar SN SEPECAT Jaguar BN | Франция Великобритания Франция Великобритания | истребитель-бомбардировщик учебный истребитель | нет данных нет данных | нет данных нет данных |            |